# Eucelatoria heliothis
Eucelatoria heliothis är en tvåvingeart som beskrevs av Curtis W. Sabrosky 1981. Eucelatoria heliothis ingår i släktet Eucelatoria och familjen parasitflugor.
Artens utbredningsområde är Venezuela. Inga underarter finns listade i Catalogue of Life.